# Microvenator celer
Il microvenator (Microvenator celer) è un dinosauro saurischio appartenente agli oviraptorosauri. Visse nel Cretaceo inferiore (Aptiano/Albiano, circa 115 milioni di anni fa) e i suoi resti fossili sono stati ritrovati in Nordamerica (Montana). È uno dei più antichi oviraptorosauri noti.

## Descrizione
Questo dinosauro è conosciuto per uno scheletro incompleto attribuito a un esemplare giovanile, che in vita non doveva essere lungo più di 40 centimetri. Si stima che un esemplare adulto fosse lungo circa 1,2 metri. Doveva possedere lunghe zampe posteriori e un cranio corto dotato di un becco privo di denti.

## Scoperta dei fossili
I fossili di Microvenator vennero ritrovati da Barnum Brown nella formazione Cloverly in Montana nel 1933. Curiosamente, il paleontologo incluse nell'olotipo anche grandi denti aguzzi, che ora si sa appartenevano al dinosauro carnivoro Deinonychus. Brown, quindi, pensò che il nuovo animale possedesse un corpo piccolo e una testa insolitamente grande, e denomino l'esemplare con il nome informale "Megadontosaurus" (ovvero "lucertola dai grandi denti"). Brown illustrò l'esemplare ma non pubblicò mai il nome (così come avvenne per altri dinosauri provenienti dalla stessa formazione, come Deinonychus, Sauropelta e Tenontosaurus).

## Classificazione
Nel 1970 John Ostrom descrisse l'esemplare tipo e diede all'animale il suo nome formale, Microvenator (il cui nome significa "minuscolo cacciatore"). In seguito questo animale venne avvicinato al gruppo degli oviraptorosauri, uno strano gruppo di dinosauri teropodi dalle caratteristiche craniche particolarmente insolite, con becchi privi di denti. Nel 1998 uno studio approfondito (Mackovicky e Sues) ha confermato che Microvenator possa essere effettivamente un oviraptorosauro, il più antico del Nordamerica e uno dei più antichi in assoluto. Potrebbe essere stato affine alla famiglia degli elmisauridi (Elmisauridae).